# Česká Čermná
Česká Čermná (früher auch: Tamchynova Čermná; deutsch: Böhmisch Tscherma) ist eine Gemeinde in Tschechien. Sie liegt fünf Kilometer östlich von Náchod und grenzt seit Ende des Zweiten Weltkriegs 1945 an Polen. Sie verfügt über einen Grenzübergang für den kleinen Grenzverkehr in das angrenzende Brzozowie, einen Ortsteil von Kudowa-Zdrój.

## Geschichte

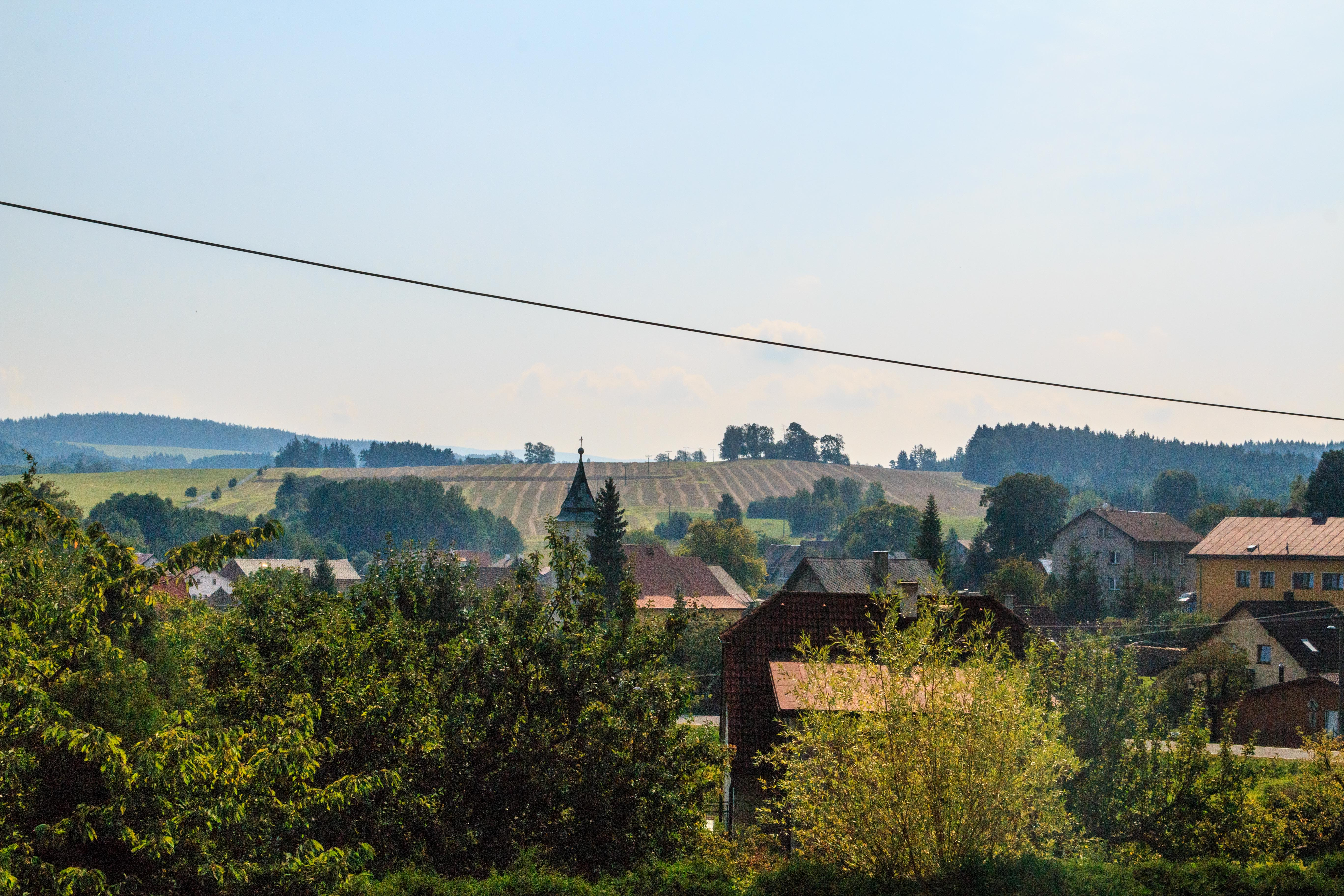
Česká Čermná

Česká Čermná gehörte zur Herrschaft Nachod. Es war zur Náchoder Pfarrkirche St. Laurentius gepfarrt und wurde erstmals 1448 schriftlich erwähnt. Für 1449 sind die Tamchyn von Doubrawitz (Tamchynové z Doubravic) als Lehensnehmer nachgewiesen. Unter Herzog Heinrich d. Ä. wurde 1480 das bisherige Lehensprivileg erneuert. Die Tamchyn von Doubrawitz, nach denen das Dorf auch als „Tamchynova Čermná“ bezeichnet wurde, hielten den Ort rund 50 Jahre. Durch seine geographische Lage und die gemeinsame Zugehörigkeit zur Herrschaft Nachod hatte Čermná starke wirtschaftliche und familiäre Beziehungen zum Böhmischen Winkel. Nachdem dieser 1477 durch den Besitzer der Herrschaft Nachod, Herzog Heinrich d. Ä., in die benachbarte Herrschaft Hummel eingegliedert wurde, die er im selben Jahr in seine Grafschaft Glatz inkorporierte, grenzte Česká Čermná nun an diese und nach den Schlesischen Kriegen ab 1763 an Preußen bzw. ab 1816 an den Landkreis Glatz. Seit der Abufhebung der Patrimonialherrschaften 1848 ist Česká Čermná eine selbständige Gemeinde.
Von wirtschaftlicher Bedeutung war neben der Landwirtschaft die Hausweberei. Ab der Mitte des 19. Jahrhunderts arbeitete der Großteil der Bevölkerung in den Nachoder Textilfabriken, u. a. des Isaak Mautner. Im Rahmen der Maßnahmen zur Befestigung der Landesgrenze zum Deutschen Reich entstand 1937/38 zwischen Česká Čermná und Běloves die Festung Dobrošov als ein Teil des sogenannten Tschechoslowakischen Walls.

## Sehenswürdigkeiten
- Die St.-Wenzel-Kapelle wurde 1941 errichtet.